# میخایلو فومنکو
میخایلو فومنکو (اوکراینی: Михайло Іванович Фоменко; ۱۹ سپتامبر ۱۹۴۸ – ۲۹ آوریل ۲۰۲۴) بازیکن سابق و مربی فوتبال اهل اوکراین بود.
از باشگاه‌هایی که در آن بازی کرده‌است می‌توان به دینامو کیف اشاره کرد.
وی مربی تیم‌هایی همچون کریفباس کریفیی ریه، الکرخ، تیم ملی فوتبال عراق، دینامو کیف، تیم ملی فوتبال گینه، آرسنال کیف، متالیست خارکوف، تاوریا سیمفروپول و تیم ملی فوتبال اوکراین بوده است.